# Philip Massinger
Philip Massinger (1583-7 de marzo de 1640) fue un dramaturgo inglés. Sus obras, de muy buenas tramas, que incluyen A New Way to Pay Old Debts (Nuevo modo de pagar antiguas deudas) (1625), The City Madam (1632) y The Roman Actor, destacan por su sátira y realismo, así como por tratar temas sociales y políticos.

## Vida

### Primeros años
Hijo de Arthur Massinger o Messenger, fue bautizado en Santo Tomás de Salisbury el 24 de noviembre de 1583. Aparentemente, pertenecía a una vieja familia de Salisbury, pues el nombre aparece en los registros de esta ciudad ya en el año 1415. Es descrito al matricularse en St. Alban Hall, Oxford (1602), como hijo de un caballero. Su padre, que también se educó en St. Alban Hall, era miembro del parlamento, y adscrito a la casa de Henry Herbert, segundo Conde de Pembroke. 
El tercer Conde de Pembroke, el William Herbert cuyo nombre ha sido relacionado con los Sonetos de Shakespeare, le sucedió en el título en 1601. Se ha sugerido que apoyó a Massinger en Oxford, pero ninguno de los prefacios de Massinger lo menciona, lo que indica lo contrario. Massinger abandonó Oxford sin obtener títulos en 1606. Su padre había muerto en 1603, y eso pudo dejarlo sin apoyo financiero. La falta de un título y la falta de patronazgo por parte de Lord Pembroke pueden explicarse por la hipótesis de que se había convertido al catolicismo. Al dejar la universidad fue a Londres, para ganarse la vida como dramaturgo, pero no se puede asociar su nombre a una obra con seguridad hasta quince años después, cuando The Virgin Martyr (La virgen mártir) (registrada en la "Stationers Company", el 7 de diciembre de 1621) apareció como obra de Massinger y Thomas Dekker.

### Primeras obras
Durante estos años colaboró con otros dramaturgos. Una carta conjunta, de Nathaniel Field, Robert Daborne y Philip Massinger, a Philip Henslowe, pide un inmediato préstamo de cinco libras para liberarlos de su "desafortunada extremidad," el dinero debiendo obtenerse del resultado de la "obra de Mr. Fletcher y nuestra." Un segundo documento muestra que Massinger y Daborne debían a Henslowe tres libras el 4 de julio de 1615. La anterior nota probablemente sea de 1613, y en esta época Massinger aparentemente trabajaba con regularidad con John Fletcher. Sir Aston Cockayne, amigo y patrón constante de Massinger, se refiere expresamente a esta colaboración en un soneto dedicado a Humphrey Moseley con motivo de la publicación de su edición en folio de las obras de Beaumont y Fletcher (Small Poems of Divers Sorts, 1658), y en un epitafio sobre los dos poetas que dice: "Plays they did write together, were great friends, And now one grave includes them in their ends. (Juntos escribieron obras, fueron grandes amigos, y ahora una sola tumba los acoge a ambos)"

### Massinger y la compañía de los King's Men
Después de la muerte de Philip Henslowe en 1616 Massinger y Fletcher empezaron a escribir para la compañía de los King's Men. Entre 1623 y 1626 Massinger produjo obras solo para la compañía de los Lady Elizabeth's Men, entonces interpretando en el Teatro Cockpit, tres piezas, The Parliament of Love, The Bondman y The Renegado. Con excepción de estas tres obras y The Great Duke of Florence, producida en 1627 por la compañía de los Queen Henrietta's Men, Massinger siguió escribiendo con regularidad para los King's Men hasta su muerte. El tono de las dedicatorias de sus obras posteriores acreditan su continua pobreza. En el prefacio a The Maid of Honor (1632) escribió, dirigiéndose a Sir Francis Foljambe y Sir Thomas Bland: "Hasta ahora no he subsistido, sino que he sido apoyado por vuestras frecuentes cortesías y favores."
El prólogo a The Guardian (con licencia de 1633) se refiere a dos obras fracasadas y dos años de silencio, cuando el autor temía haber perdido el favor popular. Es probable que esta ruptura en su producción se debiera a su libre manejo de asuntos políticos. En 1631 Sir Henry Herbert, el Maestro de Ceremonias, rechazó otorgar licencia a una obra sin nombre de Massinger debido a "asuntos peligrosos como la deposición de Sebastián, Rey de Portugal," que se calculaba podía poner en peligro las buenas relaciones entre Inglaterra y España. Hay pocas dudas de que sea la misma obra que Believe as You List, en la que cambian tiempo y espacio, con Antíoco en lugar de Sebastián y Roma en vez de España. En el prólogo, Massinger irónicamente se disculpa por su ignorancia de la historia, y que no será muy adecuado si su obra se acerca a un "cercano y triste ejemplo." El obvio "cercano y triste ejemplo " de un príncipe vagabundo no puede ser otro que el cuñado de Carlos I, el Elector Palatino. Una alusión al mismo tema puede encontrarse en The Maid of Honor. En otra obra de Massinger, no conservada, se dice que Carlos I tachó un fragmento, puesto en la boca de Don Pedro, rey de España, como "demasiado insolente." Parece que el poeta se adhirió fuertemente a la política de su patrón, Philip Herbert, IV conde de Pembroke, que tendía a la democracia y que fue enemigo personal del Duque de Buckingham. En The Bondman, que trata la historia de Timoleón, Buckingham es satirizado como Cisco. El servilismo hacia la Corona que muestran las obras de Beaumont y Fletcher reflejan el ambiente de la corte de Jacobo I. La actitud de los héroes y heroínas de Massinger hacia los reyes es muy diferente. Los comentarios de Camiola sobre las limitaciones de las prerrogativas reales (Maid of Honor, Act V, Scene v) difícilmente se hubieran aceptado en otra corte.

### Muerte
Massinger murió repentinamente en su casa cerca del Globe Theatre, y fue enterrado en el cementerio de St. Saviour, Southwark, el 18 de marzo de 1640. En la anotación de los registros parroquiales es descrito como un "extraño," que, sin embargo, sólo implica que era parroquiano de otra parroquia diferente. Está enterrado en la misma tumba que Fletcher. Esa tumba puede verse hoy en día en la zona cercana al altar de lo que hoy es la Catedral de Southwark cerca del puente de Londres en la orilla sur del Támesis. Allí los nombres de Fletcher y Massinger aparecen en placas vecinas sobre el suelo, entre los puestos del coro. Cerca de ellos hay una placa conmemorando a Edmund Shakespeare (el hermano menor de William) que está enterrado en la catedral, aunque el lugar exacto de su tumba se desconoce.

## Religión y política
La suposición de que Massinger era católico se basa en tres de sus obras, La virgen mártir (con licencia de 1620), The Renegado (con licencia de 1624) y The Maid of Honor (c. 1621). La virgen mártir, en la que Dekker probablemente tuvo mucha participación, es realmente una obra de milagros, referida al martirio de Dorotea en tiempos de Diocleciano, y se usa con libertad el elemento sobrenatural. Debe usarse la cautela a la hora de interpretar esta obra como una elucidación de los puntos de vista de Massinger; no es totalmente obra suya. En The Renegado, sin embargo, la acción está dominada por la beneficiosa influencia de un sacerdote jesuita, Francisco, y se hace cumplir la doctrina de la regeneración bautismal. En The Maid of Honor una situación compleja se resuelve por decisión de la heroína, Camiola, de tomar el velo. De este modo ella deviene "para la posteridad un bello ejemplo a imitar por las doncellas nobles."
Como se ha señalado antes, Massinger estaba más preocupado por cuestiones morales y religiosas que las consideraciones políticas, de manera que ofendía los intereses del rey y del estado de su generación. No siendo un "demócrata" en el sentido moderno del término (nadie lo era en su sociedad), las simpatía políticas de Massinger, hasta donde se puedan saber a partir de sus obras, podían haberle colocado en una situación similar a la del cabeza de la casa a que él seguía, el Conde de Pembroke, que no apoyó al rey Carlos en la Guerra Civil Inglesa, y así fue uno de los pocos nobles que apoyó el lado del Parlamento. Massinger no vivió tanto como para tomar posición en el conflicto.

## Estilo e influencia

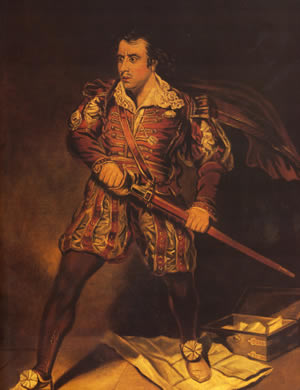
El actor Edmund Kean (1787–1833) en el papel de Sir Giles Overreach en Nuevo modo de pagar antiguas deudas, de Massinger, antes de 1816

Parece dudoso que Massinger fuera alguna vez un dramaturgo muy popular, pues sus mejores cualidades atraerían más bien a los políticos y los moralistas, antes que al público que llenaba los teatros. Produjo, no obstante, al menos un personaje grande y popular en la escena inglesa: Sir Giles Overreach, en  Nuevo modo de pagar antiguas deudas, es una especie de Ricardo III, una mezcla de león y zorro, y el papel ofrece muchas oportunidades para un gran actor. Hizo otra considerable contribución a la comedia de costumbres con The City Madam. A juicio del propio autor, The Roman Actor fue "el más perfecto nacimiento de su Minerva." Es un estudio del tirano Domiciano, y de los resultados de las normas despóticas sobre el propio déspota y su corte. Otros ejemplos favoritos de su arte, grave y contenido, son The Duke of Milan (El duque de Milán), The Bondman y The Great Duke of Florence.

## El Canon de las obras de Massinger
El siguiente esquema está basado en la obra de Cyrus Hoy, Ian Fletcher, y Terence P. Logan. 

### Obras individuales
- The Unnatural Combat, tragedia (ca. 1619-21, impresa 1639)
- The Maid of Honor, tragicomedia (ca. 1621; impresa 1632)
- El duque de Milán, tragedia (ca. 1621-23; impresa 1623, 1638)
- The Bondman, tragicomedia (con licencia de 3 de diciembre de 1623; impresa 1624)
- The Renegado, tragicomedia (con licencia de 17 de abril de 1624; impresa 1630)
- The Parliament of Love, comedia (con licencia de 3 de noviembre de 1624; MS)
- Nuevo modo de pagar antiguas deudas, comedia (ca. 1625; impresa 1632)
- The Roman Actor, tragedia (con licencia de 11 de octubre de 1626; impresa 1629)
- The Great Duke of Florence, tragicomedia (con licencia de 5 de julio de 1627; impresa 1636)
- The Picture, tragicomedia (con licencia de 8 de junio de 1629; impresa 1630)
- The Emperor of the East, tragicomedia (con licencia de 11 de marzo de 1631; impresa 1632)
- Believe as You List, tragedia (rechazada por el censor en enero, pero con licencia de 6 de mayo de 1631; MS)
- The City Madam, comedia (con licencia de 25 de mayo de 1632; impresa 1658)
- The Guardian, comedia (con licencia de 31 de octubre de 1633; impresa 1655)
- The Bashful Lover, tragicomedia (con licencia de 9 de mayo de 1636; impresa 1655)

### Colaboraciones
Con John Fletcher:
- Sir John van Olden Barnavelt, tragedia (agosto 1619; MS)
- The Little French Lawyer, comedia (hacia 1619-23; impresa 1647)
- A Very Woman, tragicomedy (hacia 1619-22; con licencia de 6 de junio de 1634; impresa 1655)[1]
- The Custom of the Country, comedia (hacia 1619-23; impresa 1647)
- The Double Marriage, tragedia (hacia 1619-23; impresa 1647)
- The False One, historia (hacia 1619-23; impresa 1647)
- The Prophetess, tragicomedia (con licencia de 14 de mayo de 1622; impresa 1647)
- The Sea Voyage, comedia (con licencia de 22 de junio de 1622; impresa 1647)
- The Spanish Curate, comedia (con licencia de 24 de octubre de 1622; impresa 1647)
- The Lover's Progress or The Wandering Lovers, tragicomedia (con licencia de 6 de diciembre de 1623; revisada 1634; impresa 1647)
- The Elder Brother, comedia (hacia 1625; impresa 1637).

Con John Fletcher y Francis Beaumont:
- Thierry and Theodoret, tragedia (hacia 1607?; impresa 1621)
- The Coxcomb, comedia (1608-10; impresa 1647)
- Beggar's Bush, comedia (hacia 1612-15?; revised 1622?; impresa 1647)
- Love's Cure, comedia (hacia 1612-15?; revised 1625?; impresa 1647).

Con John Fletcher y Nathaniel Field:
- The Honest Man's Fortune, tragicomedia (1613; impresa 1647)
- The Queen of Corinth, tragicomedia (hacia 1616-18; impresa 1647)
- The Knight of Malta, tragicomedia (hacia 1619; impresa 1647).

Con Nathaniel Field:
- The Fatal Dowry (La dote fatal), tragedia (hacia 1619, impresa 1632); adaptada por Nicholas Rowe: The Fair Penitent

Con John Fletcher, John Ford, y William Rowley (?), o John Webster (?):
- The Fair Maid of the Inn, comedia (con licencia de 22 de enero de 1626; impresa 1647).

Con John Fletcher, Ben Jonson, y George Chapman (?):
- Rollo, Duke of Normandy, or The Bloody Brother, tragedia (hacia 1616-24; impresa 1639).

Con Thomas Dekker:
- La virgen mártir, tragedia (con licencia de 6 de octubre de 1620; impresa 1622).

Con Thomas Middleton y William Rowley:
- The Old Law, comedia (hacia 1615-18; impresa 1656).

Algunas de estas "colaboraciones" son en realidad más complejas: Massinger revisaba obras antiguas de Fletcher y otros, etc. Es decir, no se trataba de que Massinger, Fletcher, Ford, y Rowley o Webster se pusieran juntos a escribir una obra de teatro.
Doce obras de Massinger se suponen perdidas, pero los títulos de algunas e ellas pueden ser duplicados de aquellas que sí existen. Diez de esas obras perdidas eran manuscritos usados por el cocinero de John Warburton para encender el fuego y hacer pasteles. La tragedia The Jeweller of Amsterdam (hacia 1616-19) puede ser una colaboración perdida con Fletcher y Field.
Esta lista es un consenso dentro de los eruditos; críticos individuales han asignado varias otras obras, o partes de la obra a Massinger, por ejemplo, los dos primeros actos de The Second Maiden's Tragedy (1611).
Las obras independientes de Massinger fueron recopiladas por Coxeter (4 vols., 1759, edición revisada con introducción de Thomas Davies, 1779), por J. Monck Mason (4 vols., 1779), por William Gifford (4 vols., 1805, 1813), por Hartley Coleridge (1840), por Lt. Col. Cunningham (1867), y seleccionadas por Mr. Arthur Symons en la serie “Mermaid” (1887-1889).
Trabajos posteriores sobre Massinger incluyen a Philip Edwards y Colin Gibson, eds., "The Plays and Poems of Philip Massinger" (5 vols, Oxford, 1976), Martin Garrett, ed., "Massinger: the Critical Heritage" (London, 1991), capítulos de Annabel Patterson, "Censorship and Interpretation: the Conditions of Writing and Reading in Early Modern England" (Madison, 1984) y Martin Butler, "Theatre and Crisis 1632-1642" (Cambridge, 1984), y Martin Garrett, "Philip Massinger" in the revised "Dictionary of National Biography" (Oxford, 2005).